# Brachycephalus pombali
Espèce
Statut de conservation UICN

 DD  : Données insuffisantes
Brachycephalus pombali est une espèce d'amphibiens de la famille des Brachycephalidae.

## Répartition
Cette espèce est endémique du Paraná au Brésil. Elle se rencontre  à 1 300 m d'altitude sur le pic da Igreja dans la municipalité de Guaratuba.

## Description
Les mâles mesurent de 12,6 à 13,9 mm et les femelles de 14,6 à 15,3 mm

## Étymologie
Cette espèce est nommée en l'honneur de José Perez Pombal Jr..

## Publication originale
- Alves, Ribeiro, Haddad & Dos Reis, 2006 : Two new species of Brachycephalus (Anura: Brachycephalidae) from the Atlantic Forest in Parana State, southern Brazil. Herpetologica, vol. 62, no 2, p. 221-233 (texte intégral).